# Antyimperializm

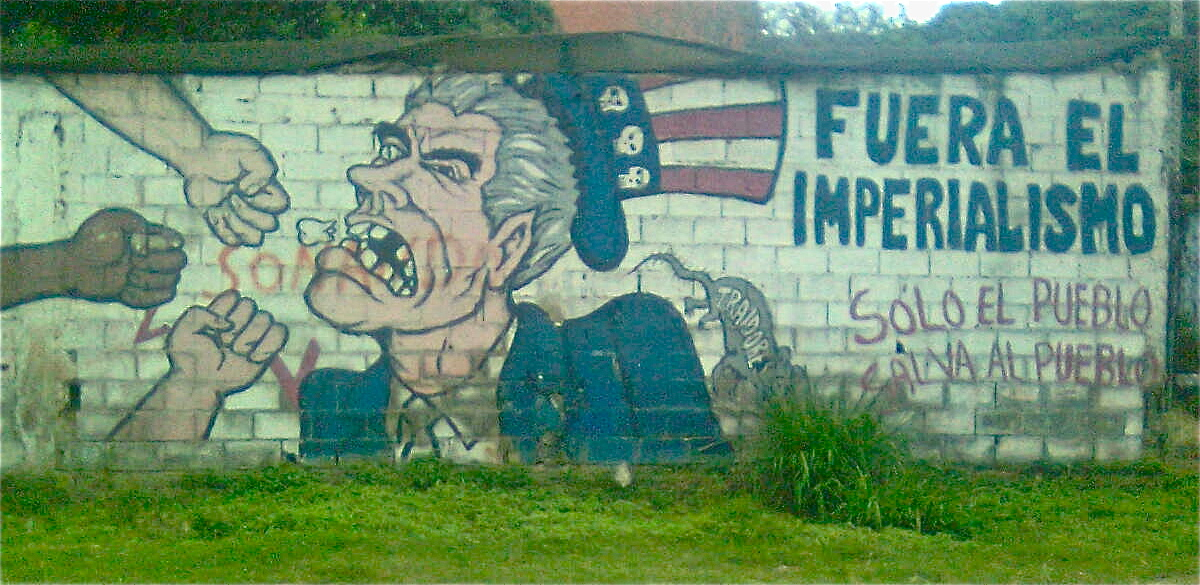
Antyimperialistyczny mural w Caracas

Antyimperializm – idea sprzeciwiająca się imperializmowi, kolonializmowi, imperiom kolonialnym i ich dążeniom do hegemonii oraz ich ekspansji terytorialnej  poza swoje ustalone granice . Do idei antyimperializmu odwoływały się głównie ruchy nacjonalistyczne oraz komunistyczne.

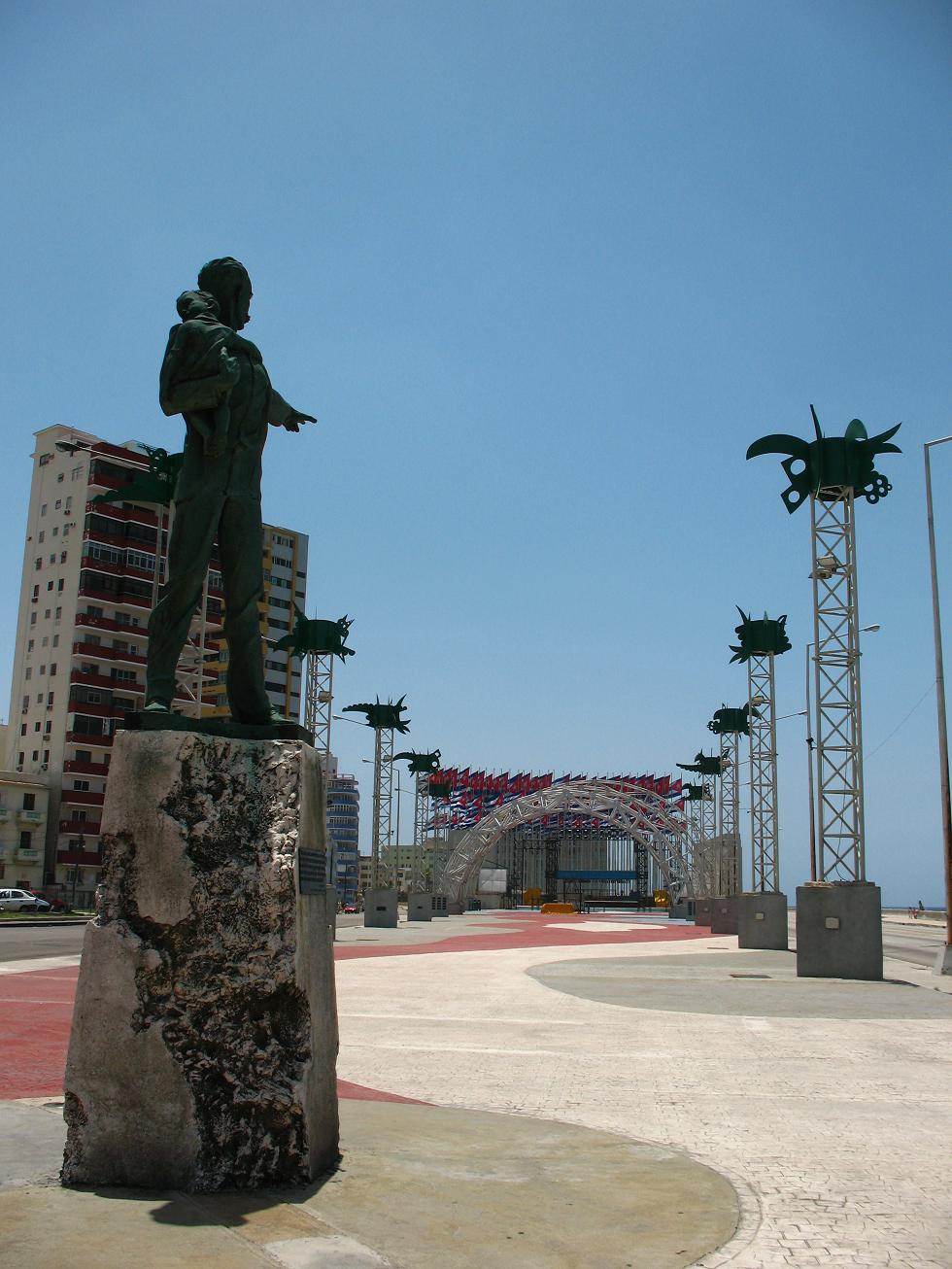
Antyimperialistyczny pomnik w Hawanie

Po II wojnie światowej idea antyimperializmu uzyskała szeroką popularność szczególnie wśród ruchów narodowo-wyzwoleńczych działających w koloniach europejskich mocarstw. Aktualnie krajami oficjalnie praktykującymi politykę antyimperialistyczną są Kuba, Wenezuela i Boliwia.

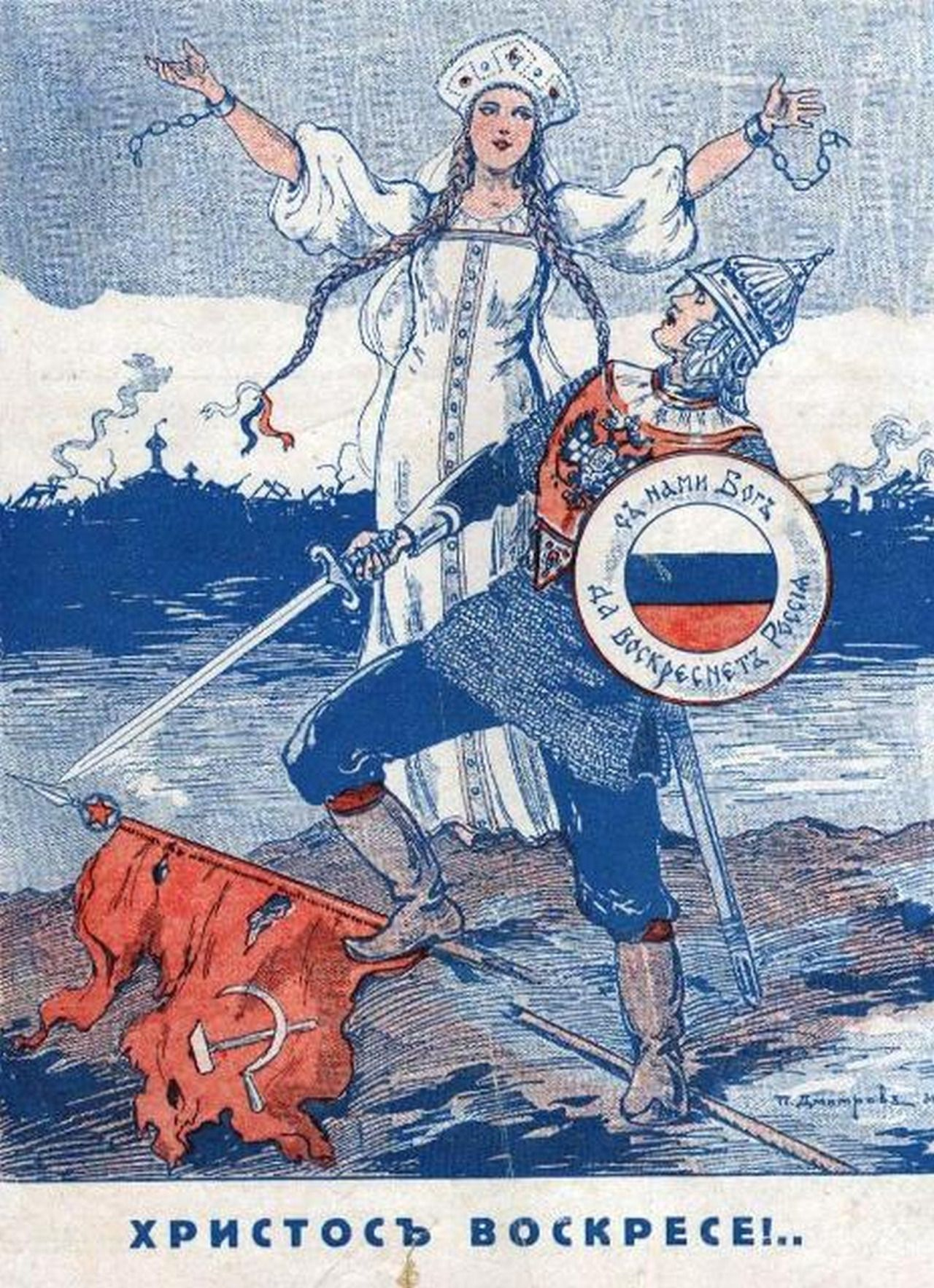
Rosyjski antykomunistyczny plakat (lata 30. XX w.)

## Teoria

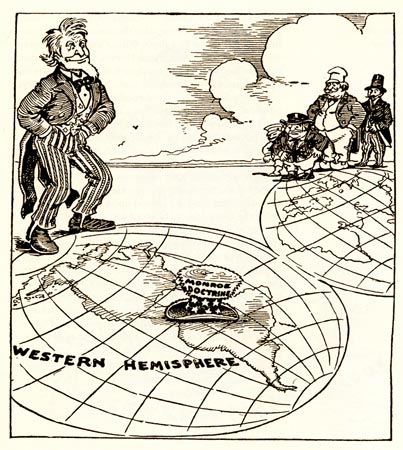
Plakat z 1912 roku symbolizujący łamanie przez USA doktryny Monroego poprzez ingerowanie w politykę krajów Ameryki Południowej

Pod koniec lat 70. XIX wieku termin imperializmu został wprowadzony do języka angielskiego przez przeciwników kolonialnej polityki brytyjskiego premiera Benjamina Disraeli . Wkrótce został jednak przejęty przez zwolenników tej imperializmu, m.in. przez Josepha Chamberlaina. Sama idea imperializmu nie była jednoznacznie rozumiana przez społeczeństwo; część uważała, że imperializm wyznaczał idealizm i filantropię, natomiast wiele osób utożsamiało imperializm z kapitalizmem.
Termin imperializmu był już wcześniej używany w języku francuskim; był używany już na początku XIX wieku w odniesieniu polityki Napoleona Bonaparte.

### ImperializmJohna Atkinsona Hobsona
John Atkinson Hobson był wpływowym członkiem brytyjskiej Partii Liberalnej . Według historyków Petera Duignana i Lewisa Henry’ego Ganna, Hobson miał na początku XX wieku znaczący wpływ na wzrost nieufności wobec imperializmu wśród społeczeństwa.
W swojej pracy Hobson argumentował, że wewnętrzne reformy społeczne mogą wyeliminować imperializm; inspirował się działalnością naukową Karola Marksa i był zwolennikiem teorii, że opodatkowanie może pobudzić szerszą konsumpcję, zapewnić społeczeństwu dobrobyt i utrzymać pokój na świecie; w przypadku braku opodatkowania, rentierzy sprzyjaliby rozwojowi imperializmu poprzez zbyt wysokie przychody. Teoretycy socjalizmu i marksizmu jak Karl Kautsky i Róża Luksemburg dostrzegali korelację między kapitalizmem, militaryzmem i ekspansjonizmem, jednak nie używali terminu imperializmu.

## Ruch polityczny
Antyimperializm jako ruch polityczny powstał w Europie na przełomie XIX i XX w.; była to odpowiedź przeciwko wzrostowi potęgi europejskich imperiów kolonialnych oraz Stanów Zjednoczonych, prowadzących wówczas wojnę przeciwko Hiszpanii.
W połowie XX wieku ruchy antyimperialistyczne odegrały bardzo ważną rolę w procesie dekolonizacji, głównie w latach 60. i 70. XX wieku wiele byłych europejskich kolonii w Azji i Afryce uzyskało niepodległość . Ze względu na potępianie imperialnej polityki Stanów Zjednoczonych, pod koniec XX wieku antyimperializm został uznany za jeden z nurtów antyglobalizmu.

## Antyimperializm według państw

### Niemcy
Na terenie Niemiec Zachodnich założono w 1968 roku Niemiecką Partię Komunistyczną i w 1982 roku Marksistowsko-Leninowską Partię Niemiec, a w NRD w styczniu 1990 powstała Komunistyczna Partia Niemiec. Każda z tych partii działa do dzisiaj.
17 i 18 lutego 1968 roku w Berlinie Zachodnim odbył się Międzynarodowy Kongres Wietnamski zorganizowany przez Socjalistyczny Niemiecki Związek Studentów; uczestnicy w ten sposób pokazali swoją solidarność z Wietnamem Północnym.
Aktualnie działające w Niemczech skrajnie lewicowe organizacje opierają się na marksizmie-leninizmie; jej członkowie deklarują się jako antykapitaliści i antyimperialiści. Uważają, że walka przeciwko imperializmowi, który reprezentują Stany Zjednoczone, NATO i Izrael (od lat 90. XX wieku część skrajnie lewicowych aktywistów zaczęła sprzeciwiać się antysyjonizmowi oraz popierać Izrael ), jest połączona z walką przeciwko kapitalizmowi. Wzywają również do solidaryzowania się z socjalistycznymi ruchami wyzwoleńczymi działającymi w krajach Trzeciego Świata; ruchy wyzwoleńcze o prozachodniej orientacji uważa się za kontrrewolucyjne, przez co nie są wspierane .

### Stany Zjednoczone
Termin antyimperializmu został użyty po raz pierwszy w 1898 roku, gdy Stany Zjednoczone prowadziły wówczas wojnę przeciwko Hiszpanii . Wielu antyimperialistów popierało tę wojnę, jednak część była przeciwko aneksji Filipin przez Stany Zjednoczone; taką postawę miała założona dnia 15 czerwca 1898 organizacja Anti-Imperialist League.
Według Freda Harringtona antyimperialiści nie sprzeciwiali się ekspansji z powodów handlowych, religijnych, prawnych lub humanitarnych; uważali natomiast, że polityka imperializmu jest sprzeczna z aktem Deklaracji Niepodległości Stanów Zjednoczonych  .
Po I wojnie światowej w amerykańskich podręcznikach szkolnych wydawcy zaznaczali, że imperializm był główną przyczyną tego konfliktu.

### Wielka Brytania i jejdominia
Działalność antyimperialistyczna w Wielkiej Brytanii była praktykowana od lat 90. XIX wieku przez Partię Liberalną . Partia publicznie krytykowała brytyjskie działania podczas wojen burskich , po których zakończeniu zwróciła uwagę na sytuację w brytyjskich koloniach w Afryce i Azji . W latach 20. i 30. XX wieku władze brytyjskie organizowały wielkie wystawy promujące politykę imperializmu; część intelektualistów wykorzystała to jako okazję do krytykowania tej idei . W Kanadzie i Australii również działały organizacje antyimperialistyczne.
Niemiecki chrześcijański filozof i pacyfista Friedrich Wilhelm Foerster uważał, że imperialna polityka Wielkiej Brytanii oczernia chrześcijaństwo już od czasów rządów Elżbiety I Tudor.

#### Australia
W Australii przeciwna brytyjskiej ekspansji była zamieszkująca ten teren irlandzka ludność wyznająca katolicyzm.

#### Kanada
Kanadyjczycy pochodzenia francuskiego byli wrogo nastawieni do brytyjskiej ekspansji. Ludność deklarowała walkę o suwerenność Kanady od Wielkiej Brytanii; część francuskich Kanadyjczyków wspierała kanadyjski nacjonalizm . Z kolei większość wyznających protestantyzm brytyjskich imigrantów zamieszkujących Kanadę było zdecydowanymi zwolennikami brytyjskiego kolonializmu; walczyli też po stronie brytyjskiej w wojnach burskich . Część imigrantów nie podzielała tego zdania; jednym z nich był żyjący w latach 1823–1910 historyk Goldwin Smith.
W odróżnieniu od ludności irlandzkiej zamieszkujących Australię, Irlandczycy w Kanadzie popierali brytyjskie imperium kolonialne.

## Marksizm-leninizm

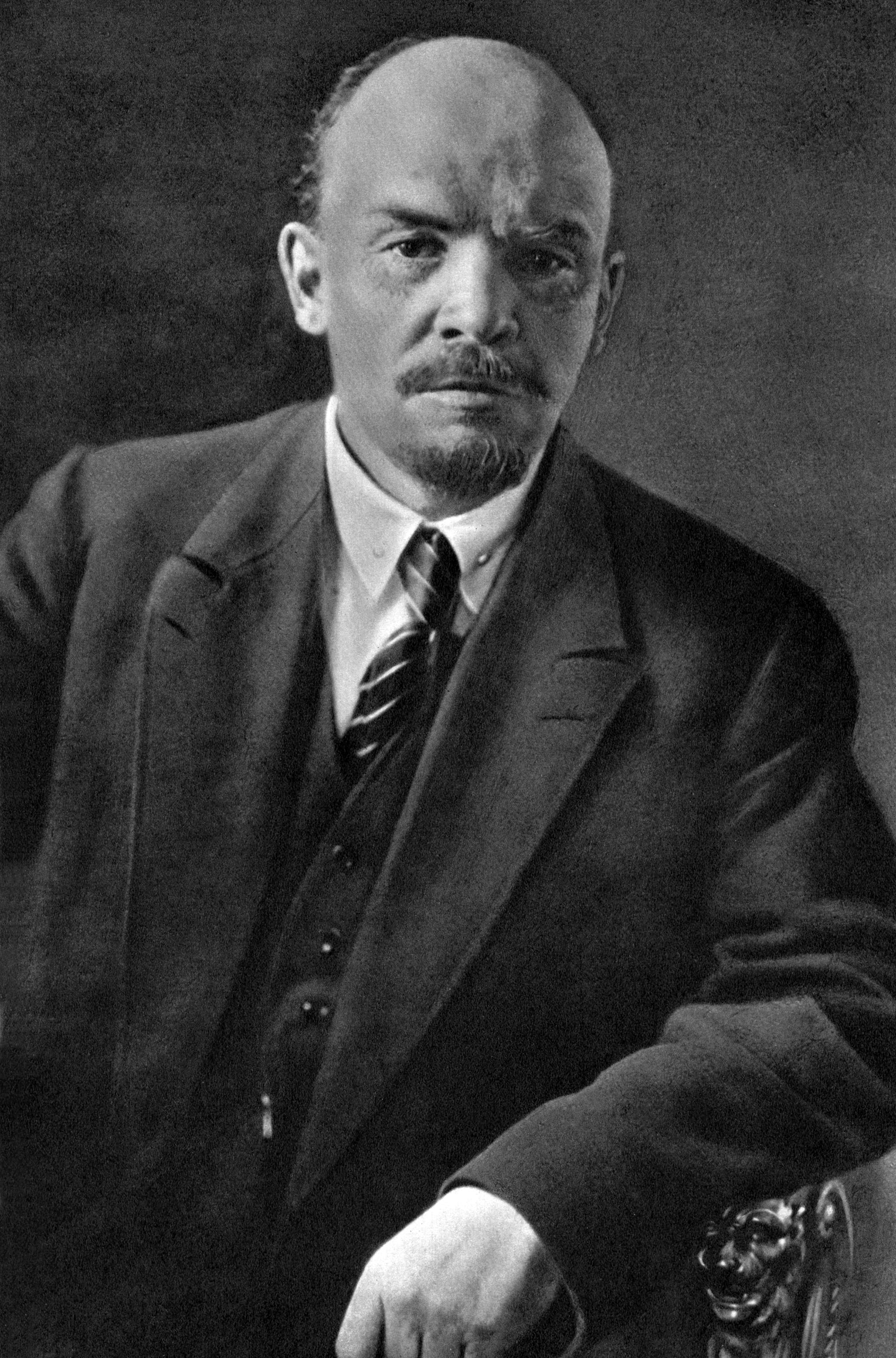
Włodzimierz Lenin (1920)

Włodzimierz Lenin uznał imperializm za "najwyższy etap kapitalizmu", co zdefiniował jako system ekonomiczny, w którym monopolistyczny kapitał finansowy staje się dominujący w ekonomii. W tych okolicznościach, rządy krajowe i prywatne korporacje są zmuszone do światowej rywalizacji o kontrolę nad zasobami naturalnymi i pracę niewolników wynikającą z polityki kolonialnej. Jego poglądy w sprawie imperializmu odnoszą się do dominacji w dziedzinie ekonomicznej zamiast militarnej i politycznej; uważał, że głównym celem imperializmu jest wyzysk gospodarczy, a nie ekspansja terytorialna kraju. Opinię Lenina na temat imperializmu podzielał Che Guevara.
W swojej pracy pod tytułem Imperializm jako najwyższe stadium kapitalizmu, Lenin przedstawił cechy kapitalizmu prowadzące do imperializmu na tle gospodarczym .
Niektórzy anarchiści i działacze organizacji marksistowskich krytykowali powojenną politykę Związku Radzieckiego, uznając ją za imperialistyczną . Z kolei Mao Zedong nazwał ZSRR krajem socjalimperialistycznym, czyli socjalistycznym z imperialnymi tendencjami .

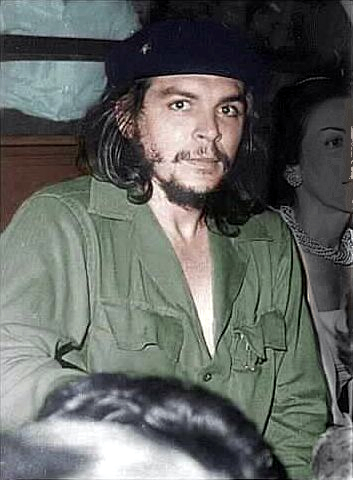
Che Guevara (1959)

Obecnie termin antyimperializmu jest używany głównie przez zwolenników marksizmu-leninizmu.

## Prawicowy antyimperializm
Wśród przeciwników imperializmu znajdują się osoby o poglądach prawicowych (również skrajnie prawicowych), a nawet dżihadyści, gdzie przykładem jest głoszenie haseł antyimperialistycznych przez Państwo Islamskie oraz Al-Ka’idę, i fundamentaliści religijni, czego  przykładem jest polityka prowadzona przez irańskiego ajatollaha Ruhollaha Chomejniego.
Prawicowymi antyimperialistycznymi partiami politycznymi są między innymi angolskie UNITA i FNLA, armeńska HHK, indyjska Jamaat-e-Islami Hind i rosyjska Partia Eurazja. Antyimperialistyczna działalność była prowadzona również przez prawicową Narodową Organizację Cypryjskich Bojowników.

## Krytyka antyimperializmu
Antonio Negri i Michael Hardt opisali w książce Imperium, że antyimperializm w dzisiejszym świecie nie ma już znaczenia, ponieważ imperializm nie jest praktykowany przez żadne państwo .
Politolog Jan Smoleński i ekonomista Jan Dutkiewicz skrytykowali imperialną politykę Władimira Putina wobec Ukrainy oraz wyjaśnienie jakoby rosyjska inwazja na Ukrainę miała być motywowana walką przeciwko amerykańskiemu imperializmowi. Amerykański historyk Timothy Snyder nazwał ten konflikt wojną kolonialną; już w 2017 roku krytykował naród ukraiński, nazywając go "mieszkańcami kolonii, którzy są skazani na przynależność do imperium".
Z kolei libański socjalista Gilbert Achcar uważa, że interwencja militarna ze strony imperialistycznej potęgi jest dopuszczalna w celu powstrzymania dokonywania zbrodni przeciwko ludzkości.